# エドゥアルド・カドレツ

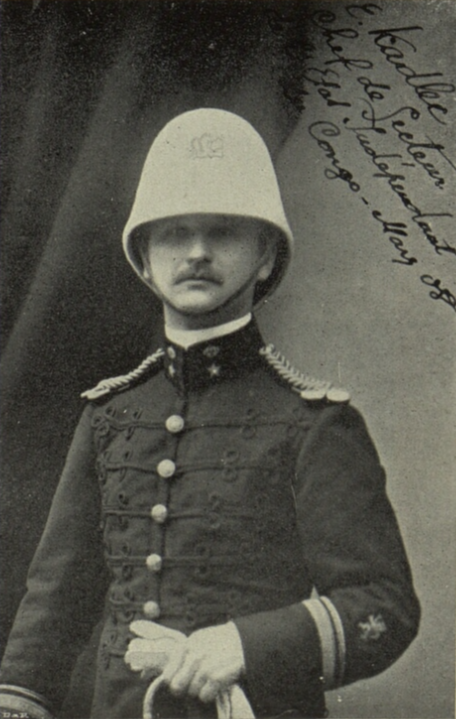
1908年撮影

エドゥアルド・カドレツ（Eduard Kadlec、1880年3月16日 - 1961年8月19日）は、チェコスロバキアの軍人。チェコ軍団の指揮官の1人。チェコ人。

## 概要
大尉として、700人から成るシベリア軍のチェコ打撃大隊と第1トムスク連隊を指揮。チェコ軍団シベリア・グループのマリーンスク・グループ司令官。1918年7月11日のイルクーツク奪取に参加し、クルゴバイカル・トンネルを占領して、退却する赤軍の退路を遮断した。同年8月、第7チェコ連隊長となり、8月7日、沿バイカル戦線で赤軍の大部隊を撃破した。この事件は、ソ連史で「ポソリスカヤ郊外の惨劇」（катастрофа под Посольской）と称された。
8月中旬、カドレツの行動により赤軍の装甲列車が鹵獲された。9月27日、大佐となり、東清鉄道租借地反ソ軍総司令官に任命された。後に在東シベリア・チェコスロバキア軍司令官となり、将官に昇進した。